# Bitwa pod Niemirowem (1672)
Bitwa pod Niemirowem – bitwa stoczona 7–8 października 1672 podczas wyprawy Sobieskiego na czambuły tatarskie w ramach wojny polsko-tureckiej (1672–1676).
Po kilkugodzinnym odpoczynku pod Narolem jazda hetmana wielkiego koronnego Jana Sobieskiego ruszyła 7 października w kierunku Cieszanowa i Lubaczowa, kierując się łunami płonących miejscowości.
Straż przednia złożona z jednej chorągwi (60 żołnierzy) dowodzona przez porucznika Linkowicza rozbiła w drodze jeden torhak (niewielka drużyna wojsk tatarskich). Pojmani jeńcy zeznali, że główne siły tatarskie pod wodzą Dżiambet-Girej-Sołtana znajdują się na północ od Niemirowa. Sobieski postanowił zaskoczyć i rozbić Tatarów. W stronę Lubaczowa wysłano dwie chorągwie jazdy (łącznie około 110 żołnierzy). Miały przejść łukiem przez Lubaczów, rozbić wszystkie napotkane oddziały tatarskie i dotrzeć do Niemirowa. Główne siły ruszyły komunikiem na Niemirów. Pod osłoną lasów porucznik Linkiewicz (około 300 żołnierzy) wyprzedził Tatarów i uderzył na nich od strony Niemirowa. Natomiast na tatarskich tyłach Łastowiecki dowodzący oddziałem kilkuset wolentarzy prowadził działania pozorowane. Następnie uderzyły na zaskoczonych Tatarów główne siły Sobieskiego. Starcie było krótkie i zamieniło się w pogoń za uciekającymi Tatarami. W bitwie i pogoni wzięły udział również podjazdy wysłane poprzednio na Lubaczów. W czasie pościgu, który przeciągnął się do następnego dnia, dochodziło do pomniejszych bitew z wracającymi do koszar niczego niespodziewającymi się czambułami.
Wojska polskie odniosły zwycięstwo nad liczniejszymi Tatarami. Odbito kilkanaście tysięcy jasyru. Wódz Dżiambet-Girej-Sołtan uszedł z siłami liczącymi zaledwie kilkudziesięciu jeźdźców.